# Pastor general
Se conoce como pastor general o pastor principal al máximo líder religioso de una iglesia protestante que contempla la figura de pastor dentro de su congregación. Se da mayoritariamente en iglesias evangélicas y neopentecostales de Latinoamérica y Estados Unidos, y se asigna para resaltar una función o característica especial que cumple frente a otros pastores o líderes religiosos de la misma iglesia, generalmente porque tiene un mayor rango de autoridad en la toma de decisiones o por ser quién fundó la iglesia (o descendiente).

## Uso del título

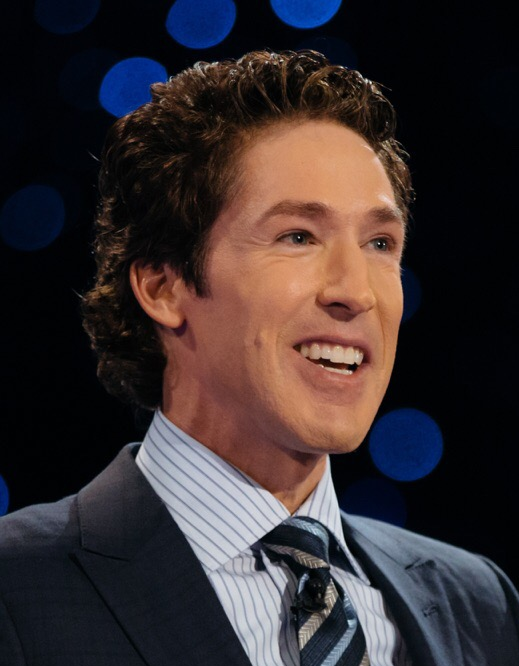
Joel Osteen, sucedió a su padre John Osteen como pastor general de la Iglesia Lakewood.

El título de pastor o pastora general es otorgado a líderes y autoridades religiosas en iglesias protestantes que contemplan la figura de pastor, generalmente lo utilizan los pastores fundadores de dicha iglesia. En algunos casos, los títulos caen en desuso luego de la muerte del pastor o pastora fundadora, y son abolidos por los líderes de la iglesia para pasar a denominarse simplemente como pastor. En otros casos, el título se sigue utilizando luego de la muerte del pastor general, ya sea por sus hijos o porque los principales líderes de la iglesia se reúnen y eligen al nuevo pastor o pastora general, este proceso es similar al Cónclave de la Iglesia católica con la diferencia de que los candidatos no permanecen en privado.
En algunas iglesias se les denomina pastor líder o pastor principal como a Cash Luna (Iglesia Casa de Dios) y a Andrés Corson (Iglesia El Lugar de Su Presencia). En la Iglesia Ministerial el pastor general es Carlos Alberto Baena, encargado de estructurar los sermones que se predican en sus salas de oración, así como de la designación de pastores, sin embargo, el pastor general está subordinado por la Líder Mundial de la Iglesia de Dios Ministerial, María Luisa Piraquive.